# Chlorid xenonný
Chlorid xenonný (XeCl) je exciplex, který se používá v excimerových laserech a excimerových lampách vyzařujících skoro ultrafialové světlo o vlnové délce 308 nm. Nejčastěji se používá v lékařství. Chlorid xenonný byl poprvé syntetizován v 60. letech 20. století. Jeho kinetické schéma je velmi složité a ke změnám jeho stavu dochází v časovém měřítku nanosekund. V plynném stavu jsou známy alespoň dva druhy chloridu xenonného: XeCl a Xe2Cl, zatímco komplexní agregáty se tvoří v pevném stavu v matricích vzácných plynů. Excitovaný stav xenonu připomíná halogeny a reaguje s nimi za vzniku excitovaných molekulárních sloučenin.
Molekuly, stabilní pouze v elektronicky excitovaných stavech, se nazývají excimerické molekuly, ale mohou být nazývány molekulami exciplexovými, pokud jsou heteronukleární. Exciplex halogenidy tvoří důležitou třídu halogenidů vzácných plynů se vzorcem RgX. Rg je vzácný plyn a X je halogen. Tyto molekuly jsou de-excitovány emitováním fotonu, jehož energie je několik málo elektronvoltů. Proto je vlnová délka produkovaného světla ve viditelném nebo ultrafialovém spektru. Důsledkem nestabilního základního stavu je to, že druhy excimeru nebo exciplexu musí být generovány externí excitací (buď prostřednictvím výboje, elektronového paprsku, mikrovln nebo záření). K výrobě exciplexů musí být použity alespoň dva plyny: donor halogenu a vzácný plyn. Bylo vyvinuto mnoho molekul a aplikací.